# 노르웨이의 세계유산

노르웨이의 세계유산은 세계유산 위원회를 거쳐 유네스코 세계유산에 등재된 노르웨이의 세계유산을 일컫는다. 노르웨이는 1977년 5월 12일 유네스코 협약에 비준한 이래, 7건의 문화유산과, 1건의 자연유산을 보유하고 있다.

## 목록

### 문화유산
| No. | 사진                   | 등록명                      | 소재지                                                                                             | 등록년도      | 등록기준      | 유네스코 지정번호 | 비고             |
| 1   |                        | 우르네스 목조 교회          | 송노피오라네주                                                                                     | 1979년        | (ⅰ), (ⅱ), (ⅲ) | 58                |                  |
| 2   |                        | 브뤼겐                      | 호르달란주                                                                                         | 1979년        | (ⅲ)           | 59                |                  |
| 3   |                        | 뢰로스 광산 도시            | 쇠르트뢰넬라그주                                                                                   | 1980년 2010년 | (ⅲ), (ⅳ), (ⅴ) | 55                |                  |
| 4   |                        | 알타의 암각화               | 핀마르크주                                                                                         | 1985년        | (ⅲ)           | 352               |                  |
| 5   |                        | 베가 제도                   | 노를란주                                                                                           | 2004년        | (ⅴ)           | 1143              |                  |
| 6   |                        | 스트루베 측지 아크          | 노르웨이 핀마르크주 스웨덴 러시아 핀란드 에스토니아 라트비아 리투아니아 벨라루스 몰도바 우크라이나 | 2005년        | (ⅱ), (ⅲ), (ⅵ) | 1187              | 10개국 공동 등재 |
| 7   | 노토덴의 암모니아 공장 | 리우칸-노토덴 산업유산 유적 | 텔레마르크주                                                                                       | 2015년        | (ⅱ), (ⅳ)      | 1486              |                  |

### 자연유산
| No. | 사진                            | 등록명                                                   | 소재지                          | 등록년도 | 등록기준 | 유네스코 지정번호 | 비고 |
| 1   | 에이랑에르 피오르 네뢰위 피오르 | 노르웨이 서부 피오르 - 에이랑에르 피오르와 네뢰위 피오르 | 뫼레오그롬스달주 송노피오라네주 | 2005년   | (ⅶ), (ⅷ) | 1195              |      |